# Xu Lizhi
Xu Lizhi (* 1990 in einem Dorf im Kreis Dongliao (bei Jieyang), Provinz Guangdong, Volksrepublik China; † 30. September 2014 in Shenzhen, China) war ein chinesischer Wanderarbeiter, Blogger, Filmkritiker und Lyriker, dessen Schicksal in seinen Versen stellvertretend für viele Millionen Menschen steht, die sich in China als Wanderarbeiter verdingen müssen. Posthum haben seine Verse einige Bedeutung in China gewonnen.

## Leben und Wirken
Xu Lizhi stammt von einer bäuerlichen Familie. In der Schule gescheitert und sich mit kleinen Jobs über Wasser haltend, entschied er mit rund zwanzig Jahren 2010, vom Dorf in die Großstadt zu ziehen. Er ging nach Shenzhen, wo er bis zu seinem Tod als allgemeiner Arbeiter bei Foxconn Werkstattarbeit verrichtete. Er hatte wie Millionen von Wanderarbeitern ein Leben zu führen, in dem man ausgebeutet wurde. Trotz der deprimierten Lebensbedingungen gelang es ihm, viel zu lesen, sich mit chinesischen und ausländischen Autoren wie Li Bai, Du Fu, Shakespeare, Baudelaire, Faulkner, Rabindranath Tagore, Rilke, Adonis, vertraut zu machen. Es heißt, dass er schüchtern und sensibel gewesen sein soll. Als Bücherliebhaber gefällte ihm eine große Buchhandlung in Shenzhen und wollte mehrmals Bibliothekar bei Foxconn werden. Er kündigte einmal seinen Job, um einige Monate in Jiangsu zu leben und kam aber wieder zurück, erneut bei Foxconn zu arbeiten. Insgesamt war er rund drei Jahre lang bei dieser Firma tätig.

## Tod
Am 30. September 2014 beging er im Alter von 24 Jahren Selbstmord aus Verzweiflung über die Situation in den Fabriken. Noch einen Tag vorher hatte er ein sehr düsteres Gedicht geschrieben, das seinen Suizid vorwegnimmt. Er stieg auf das Dach eines Einkaufszentrums und sprang von diesem aus dem 17. Stock in den Tod. Seine Asche wurde auf seinen Wunsch hin im Meer, das er sehr liebte, verstreut.

## Werk und Nachwirkung
Die Lyrik von Lizhi ist sehr melancholisch und düster. In seinen Versen spricht er von den Sorgen, Zweifeln, Nöten und Ängsten der Wanderarbeiter, die er als eine in China unterdrückte Klasse sieht. Die Verse zeigen seinen eigenen Stil, der bisweilen auch die Formen der industriellen Produktion in Verbindung mit dem menschlichen Körper aufzeigt.
Lishi war als Essayist, Lyriker, Filmkritiker und Blogger tätig. Er unterhielt einen eigenen Blog, auf dem viele seiner Werke erschienen. Daneben wurden auch Gedichte und Filmkritiken in den Werkzeitungen bei Foxconn oder Lokalzeitungen in Shenzhen veröffentlicht.
Die Süddeutsche Zeitung veröffentlichte im Juni 2015 eine große Dokumentation über Leben und Werk des Dichters und machte ihn damit einem deutschen Publikum bekannt. In dem Artikel erschienen erstmals auch Verse von Lizhi in deutscher Sprache.

„Sie nennen es eine Schraube

Ich schluckte die Fabrikabwässer
 
Die Arbeitslosenpapiere

Die Jugend, vor die Maschinen gebückt

Stirbt vor ihrer Zeit

Ich schluckte die Schufterei
 
Ich schluckte das verrostete Leben

Jetzt kriege ich nichts mehr runter

Alles, was ich geschluckt habe

Quillt aus meinem Rachen hervor

Ergießt sich über dem Land meiner Vorfahren
 
In ein schändliches Gedicht“

Eisen, Blut und Tod sind die Hauptthemen in seinen Gedichten. Für die Liebe hat er genau einen Vers übrig: „Gehabt. Erlebt. Verpasst.“ „Wie gerne würde auch ich den Wind, die Blumen, den Schnee und den Mond besingen“, schreibt der Dichter. „Aber ich rede über Blut, denn ich kann nicht anders.“
Der Dichter Qin Xiaoyu wollte ihn als Gast für eine Dokumentation über Wanderarbeiter engagieren und edierte ein Buch mit den Versen des jungen Dichters.